# Hal Fowler
Hal Fowler (Vermont, 12 januari 1927 - 7 november 2000) was een professionele pokerspeler uit de Verenigde Staten.
In 1979 werd hij wereldkampioen door het Main Event van de World Series of Poker te winnen. Hij wordt beschouwd als de eerste niet-professionele speler die dit presteerde.

## World Series of Poker bracelets
| Jaar | Toernooi                           | Prijs      |
| ---- | ---------------------------------- | ---------- |
| 1979 | World Series of Poker Championship | $270.000,- |